# Těžké ublížení na zdraví z nedbalosti
Těžké ublížení na zdraví z nedbalosti (§147) je trestný čin definovaný v trestním zákoníku ČR (zákon č. 40/2009 Sb, trestní zákoník), konkrétně v Hlavě I: Trestné činy proti životu a zdraví, Díl 2: Trestné činy proti zdraví. 

## Těžké ublížení na zdraví z nedbalosti
§ 147 Těžké ublížení na zdraví z nedbalosti je stanoveno takto:
(1) Kdo jinému z nedbalosti způsobí těžkou újmu na zdraví, bude potrestán odnětím svobody až na dvě léta nebo zákazem činnosti.
(2) Odnětím svobody na šest měsíců až čtyři léta nebo peněžitým trestem bude pachatel potrestán, spáchá-li čin uvedený v odstavci 1 proto, že porušil důležitou povinnost vyplývající z jeho zaměstnání, povolání, postavení nebo funkce nebo uloženou mu podle zákona.
(3) Kdo z nedbalosti způsobí těžkou újmu na zdraví nejméně dvou osob proto, že hrubě porušil zákony o ochraně životního prostředí nebo zákony o bezpečnosti práce nebo dopravy anebo hygienické zákony, bude potrestán odnětím svobody na dvě léta až osm let.
Zákon o těžkém ublížení na zdraví je rozdělen do třech paragrafů, které obsahují délku odnětí svobody a podmínky porušení nařízení.

### Související ustanovení
Dle trestního zákoníku těžké ublížení na zdraví upravuje tyto paragrafy trestního zákoníku:
§ 16 – nedbalost, § 55 a násl. – odnětí svobody, § 67 až 69 – peněžitý trest, § 73 a 74 – zákaz činnosti, § 143 – usmrcení z nedbalosti, § 145 – těžké ublížení na zdraví, § 148 – ublížení na zdraví z nedbalosti

### Související předpisy
Níže uvedené předpisy jsou závislé či související na trestním zákoníku §147 těžké ublížení na zdraví z nedbalosti:
zákon č. 361/2000 Sb., o provozu na pozemních komunikacích a o změnách některých zákonů (zákon o silničním provozu); zákon č. 56/2001 Sb., o podmínkách provozu vozidel na pozemních komunikacích a o změně zákona č. 168/1999 Sb., o pojištění odpovědnosti za škodu způsobenou provozem vozidla a o změně některých souvisejících zákonů (zákon o pojištění odpovědnosti z provozu vozidla), ve znění zákona č. 307/1999 Sb.; zákon č. 12/1997 Sb., o bezpečnosti a plynulosti provozu na pozemních komunikacích; vyhláška č. 30/2001 Sb., kterou se provádějí pravidla provozu na pozemních komunikacích a úprava a řízení provozu na pozemních komunikacích; vyhláška č. 341/2002 Sb., o schvalování technické způsobilosti a o technických podmínkách provozu vozidel na pozemních komunikacích

## Způsobení těžké újmy na zdraví
Definice trestného činu těžkého ublížení na zdraví z nedbalosti:
Trestný čin těžkého ublížení na zdraví z nedbalosti podle § 147 lze spáchat z hlediska jednání jako znaku objektivní stránky této skutkové podstaty jak konáním, tak i opomenutím ve smyslu § 112. Například opomenutím lékaře, záležejícím v nedostatečném vyšetření lehce zraněného poškozeného, který v důsledku tohoto pochybení lékaře v poskytnuté péči a v nedostatečném léčení utrpěl těžkou újmu na zdraví.

### Pachatel
Kdo může být definován jako pachatel těžkého ublížení na zdraví z nedbalosti: 
Pachatelem trestného činu těžkého ublížení na zdraví z nedbalosti může být kterákoli fyzická osoba (obecný subjekt). Pachatelem nemůže být právnická osoba 

## Příklady těžkého ublížení na zdraví z nedbalosti
Usnesení Nejvyššího soudu z 25. 2. 2016, sp. zn. 8 Tdo 90/2016, podle něhož, jestliže došlo ke střetu volně pobíhajícího domácího zvířete s jiným účastníkem provozu na pozemní komunikaci, jemuž tím byla způsobena těžká újma na zdraví (§ 122 odst. 2 TrZ), může být porušení důležité povinnosti ve smyslu § 147 odst. 2 TrZ shledáno i v jednání pachatele – vlastníka nebo držitele takového zvířete (např. psa), který dovolil jeho volné pobíhání po pozemní komunikaci a nebyl s ním spojen natolik, aby jej mohl ovládat (měl ho např. na vodítku), poněvadž příčinou vzniku uvedeného následku bylo porušení povinnosti vymezené v § 60 odst. 11 zákona č. 361/2000 Sb., o provozu na pozemních komunikacích a o změnách některých zákonů (zákon o silničním provozu), ve znění pozdějších předpisů, a povinnosti účastníka provozu na pozemních komunikacích plynoucí z § 4 písm. a) tohoto zákona, ve smyslu nichž byl pachatel jako chodec [§ 2 písm. a), j) zákona o silničním provozu] na pozemní komunikaci povinen chovat se ohleduplně a ukázněně, aby svým jednáním neohrožoval život, zdraví nebo majetek jiných osob, neboť tyto povinnosti mají zamezit i neovladatelnému chování domácích zvířat, která představují nepředvídatelné překážky provozu na pozemní komunikaci, jež obvykle při střetu s nimi vedou k těžkým následkům (2016/8 – publ. pod. č. 36)